# Hochtausing
Der Hochtausing ist ein 1823 m ü. A. hoher Berg im steirischen Teil des Toten Gebirges. Der isolierte, aus den Waldkuppen der Umgebung aufragende Berg hat eine steile Nord- und Südwand. Am häufig besuchten Gipfel befindet sich ein Gipfelkreuz.

## Aufstieg
Markierte Anstiege:
- Von Wörschach über den Ostgrat

Unmarkiert bzw. nicht gewartet:
- Tonisteig über den Westgrat